# Lentner Township
Lentner Township est un ancien township, situé dans le comté de Shelby, dans le Missouri, aux États-Unis,.
Le township est fondé en 1897 et baptisé en référence à la communauté de Lentner (en).

### Source de la traduction
- (en) Cet article est partiellement ou en totalité issu de l’article de Wikipédia en anglais intitulé « Lentner Township, Shelby County, Missouri » (voir la liste des auteurs).